# RW Cephei
RW Cephei es una estrella hipergigante situada en la constelación de Cefeo. Con una magnitud aparente de 6,45 está en el límite de la visibilidad a simple vista, pero es un objeto muy fácil para binoculares.
De tipo espectral K0 (SIMBAD da, sin embargo, K2, y otras fuentes G8 o incluso F0 —lo que puede indicar un tipo espectral variable—), su distancia no es muy bien conocida, pero por pertenecer a la misma asociación estelar que HR 8752 (Cepheus OB1) se ha estimado una distancia similar a ella (unos 11,000 años luz, pero dadas las incertidumbres en su distancia podría estar más cerca, a 7800 años luz), lo que significa una magnitud bolométrica de -10 y una luminosidad efectiva de más de 750,000 veces la del Sol.
A diferencia de otras estrellas de su tipo, no se ha encontrado material expulsado a su alrededor.